# Зимня (присілок)
Зи́мня (рос. Зимняя) — присілок у складі Юр'янського району Кіровської області, Росія. Входить до складу Івановського сільського поселення.
Населення становить 5 осіб (2010, 5 у 2002).
Національний склад станом на 2002 рік — росіяни 100 %.